# Леманн, Николаус Иоахим

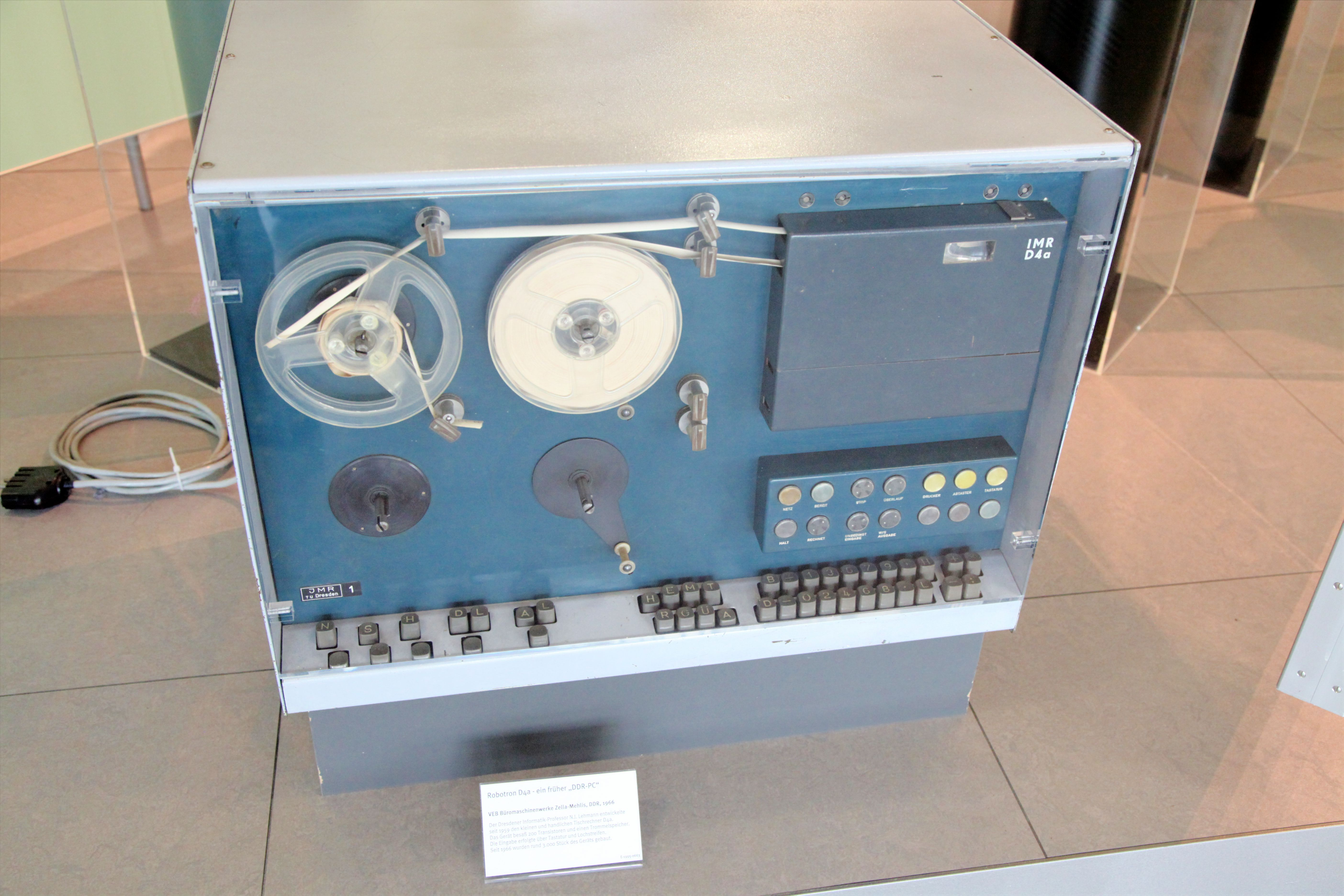
Модель 4Da

Никола́ус Ио́ахим Ле́манн, серболужицкий вариант — Ми́клауш Йо́ахим Ви́чаз (нем. Nikolaus Joachim Lehmann, в.-луж. Mikławš Joachim Wićaz; 15 марта 1921 года, деревня Каменей, Лужица, Германия — 27 июня 1998 года, Дрезден, Германия) — немецкий математик серболужицкого происхождения. Один из самых известных математиков ГДР, специалист по вычислительным методам. Автор компьютеров производства ГДР D1, D2 и D4a. Член Академии наук ГДР и Саксонской Академии наук. Лауреат Национальной премии ГДР.

## Биография
Родился в 1921 году в семье владельца лесопилки в серболужицкой деревне Каменей. С 1927 по 1931 года обучался в начальной школе в Радиборе. С 1939 года трудился в отряде Имперской службе труда в Зайфхеннерсдорфе. С 1940 по 1945 года изучал физику и математику в Дрезденском техническом университете под руководством немецких учёных Фридриха Адольфа Виллерса и Гайнриха Баркгаузена. В 1946 году завершил свою вторую дипломную работу, после того как материалы первой были уничтожены во время бомбардировки Дрездена в феврале 1945 года.
В 1948 году защитил диссертацию на соискание научной степени доктора наук. С 1952 года — лектор Дрезденского технического университета, с 1953 года — профессор на кафедре прикладной математики этого же университета. С 1956 по 1968 года — директор нового Института механических исследований в Дрездене. С 1968 года до ухода на пенсию в 1986 году возглавлял кафедру математической кибернетики и вычислительной техники Дрезденского технического университета.
Скончался в 1988 году и похоронен на кладбище Striesener Friedhof.
Научная деятельность
Во время работы в Дрезденском техническом университете занимался разработкой вычислительной техники, в том числе первого настольного компьютера производства ГДР. Наиболее значимой его работой являются компьютеры моделей D1, D2 и D4a. Разработка модели D5 была прекращена в 1966 году.
Компьютерв, разработанные Николаусом Леманном находятся в Немецком музее в Мюнхене.
Сочинения
- Fehlerschranken für Näherungslösungen bei Differentialgleichungen, Numerische Mathematik, Band 10, 1967, S. 261—288
- Berechnung von Eigenwertschranken bei linearen Problemen, Arch. Math. (Basel), Band 2, 1949/50, S. 139—147
- Beiträge zur numerischen Lösung linearer Eigenwertprobleme, 2 Teile, Zeitschrift für Angewandte Mathematik und Mechanik, Band 29, 1949/50, S. 341—356, Band 30, 1949/50, S. 1-16
- Optimale Eigenwerteinschließungen, Numerische Mathematik, Band 5, 1963, S. 246—272

## Награды
- Национальная премия ГДР III степени (1964)
- Орден «Кирилл и Мефодий» (1970)
- Медаль Конрада Цузе за заслуги в области компьютерных наук (1989)